# IC 4287
IC 4287 ist ein interagierendes Galaxienpaar vom Hubble-Typ Sa im Sternbild Coma Berenices am Nordsternhimmel. Es ist schätzungsweise 460 Millionen Lichtjahre von der Milchstraße entfernt.
Das Objekt wurde am 20. Juni 1895 vom französischen Astronomen Stéphane Javelle entdeckt.